# Чорани (Салерно)
Чорани је насеље у Италији у округу Салерно, региону Кампанија.
Према процени из 2011. у насељу је живело 671 становника. Насеље се налази на надморској висини од 200 м.